# آمال الزهاوی
آمال عبدالقادر الزَّهاوی (۱۹۴۶ – ۱۱ فوریه ۲۰۱۵) شاعر عراقی بود. در بغداد زاده شد در دانشگاه آن در رشتهٔ زبان عربی در ۱۹۶۳ فارغ‌التحصیل شد. تجربهٔ خود را از دههٔ ۱۹۶۰ آغاز کرد و آثارش در مجلات گوناگون عربی چاپ شد. در طول دههٔ هفتاد و هشتاد به یک چهرهٔ ادبی و فرهنگی برجسته تبدیل شد. او در برخی از روزنامه‌های عراق و عربی کار کرد و شعر، مقالات ادبی و داستان‌های کوتاه خود را در مجلات گوناگون عربی منتشر کرد، اما خلاقیت شاعرانه در سبک آزاد مدرن بر آثارش غالب است. وی بر اثر سکتهٔ قلبی در بغداد درگذشت و در قبرستان شهدای منطقهٔ اعظمیه به خاک سپرده شد.

## زندگی و پیشه
نسب کامل او آمال بنت عبدالقادر بن صالح بن محمد فیضی بن احمد البابان الخالدی الزهاوی است. در سال ۱۹۴۶ در بغداد به دنیا آمد و در میان خانوادای که به فرهنگ و علم معروف بودند، بزرگ شد؛ پدربزرگش  محمد فیضی، مفتی بغداد، عموهایش جمیل صدقی الزهاوی و ابراهیم ادهم الزهاوی بودند. دورهٔ ابتدایی و راهنمایی را در الاعظمیه به پایان رساند. تحصیلات آکادمیک خود را تا اخذ مدرک زبان عربی از دانشکدهٔ ادبیات دانشگاه بغداد در سال ۱۹۶۳ ادامه داد. در سال ۱۹۶۷ موفق به اخذ دیپلم در رشته علوم تربیتی و روان‌شناسی شد. پس از فارغ‌التحصیلی در روزنامه‌نگاری و تدریس فعالیت کرد. او یکی از بنیانگذاران مجلهٔ بغدادی «الف باء» در اواخر دههٔ شصت بود.
او با سرودن شعر کلاسیک شروع کرد، اما سپس به شعر آزاد روی آورد، تحت تأثیر کلام جبران خلیل جبران، جبرا ابراهیم جبرا و پدربزرگش محمد فیضی که شاعر بود، قرار گرفت. در دههٔ ۱۹۸۰، او و همسرش عِدای نجم چاپخانه‌ای را تأسیس کردند که شامل شرکتی انتشاراتی به نام «شرکت ایشتار» بود و در چاپ آثار ادبی شاعران جوان مشارکت داشت. چاپخانهٔ او اولین چاپخانه ای در عراق بود که آثار شاعران خلاق جوان را چاپ می‌کرد. الزهاوی اشعار خود را دربارهٔ عشق، سیاست، انقلاب، اساطیر و تصوف سرود. «فداییان و هیولا» اولین مجموعه شعر او در سال ۱۹۶۹ منتشر شد و مملو از دغدغه‌های انقلاب فلسطین و آرمان‌های مردم عرب در آن زمان بود. مروان الجبوری دربارهٔ او گفته است: «آمال الزهاوی توانست بینش هنری خود را در شعرهایی به کار گیرد که زنجیر ستون شعری و مردانه را همزمان گسست. درست است که او تحت تأثیر نازک الملائکه بود اما او از سوی دیگر، زبانِ پر از نمادگرایی خود را داشت و از اسطوره‌های بین‌النهرین و عربی الهام گرفت، مانند مجموعه‌اش ستارهٔ سومری. به همان اندازه که اسیر غم و مصیبت جاودانهٔ عراق بود، دلبستهٔ نگرانی‌های مردم بود و باور داشت که شعر باید آینهٔ جامعه باشد؛ بنابراین، اشعار او با احساسات بدبختان، دغدغه‌های انقلاب و نوسانات سیاست تپش گرفت.»

## درگذشت
در سال‌های پایانی زندگی، پس از فلج شدن، از مشکلات مالی و سلامتی رنج می‌برد و از تنهایی، گوشه‌گیری و گاه محدودیت‌های دیگران شکایت می‌کرد. وضعیت سلامتی‌اش به‌طور قابل‌توجهی در ۹ فوریه ۲۰۱۵ وخیم‌تر شد و جواد الحطاب، شاعر، تأیید می‌کند که او با اتحادیهٔ ادیبان و شاعران عراق به عنوان سازمان حرفه‌ای ادیبان عراقی در این باره تماس گرفت. از آن‌ها خواست که پزشکی را به خانهٔ او بفرستند، زیرا الزهاوی معلول است و نمی‌تواند به بیمارستان برود و فقط دخترش را همراه خود دارد. اما آن طور که الحطاب گفت، فقط وعده‌هایی از اتحادیه شنید. پس از ناهشیاری به بیمارستان منتقل شد تا اینکه در روز ۱۱ فوریه ۲۰۱۵ در سن ۶۹ سالگی بر اثر سکتهٔ قلبی در بیمارستان الکرامهٔ بغداد درگذشت. پیکرش در قبرستان شهدا در منطقهٔ الاعظمیه در شمال پایتخت به خاک سپرده شد.

## آثار
از جمله مجموعه‌های شعری او:
- الفدائي والوحش: ۱۹۶۹.
- الطارقون بحار الموت: ۱۹۷۰.
- دائرة في الضوء، دائرة في الظلمة: ۱۹۷۵.
- إخوة يوسف: ۱۹۷۹.
- التداعيات: ۱۹۸۲.
- يقول قسّ بن ساعدة: ۱۹۸۹.
- أزهار اللوتس: ۱۹۹۰.
- جدارا: ۱۹۹۷.
- الشتات: ۲۰۰۰.
- آبار النقمة: ۲۰۰۹.
- نجمة سومرية: ۲۰۱۵.
- تباريح بني عذرة
- من فيوضات آمال الزهاوي